# Костел святого Антонія (Кадіївка)
Костел Святого Ігнатія (Кадіївка)- римо-католицький храм у м. Кадіївка, Луганська область.
Збудований приблизно у 1915-1916 рр. Основними прихожанами були етнічні поляки. Що працювали на промислових підприємствах Кадіївки. 
Поряд із костелом існувало парафіяльне кладовище.
Закритий на початку 1930-х рр. Будівля костелу використовувалася у якості телеграфної  та телефонної станції та радіовузолу. У 1950 р. костел було зруйновано, а поряд збудовано нове приміщення міського поштамту.